# Limeta

Limeta

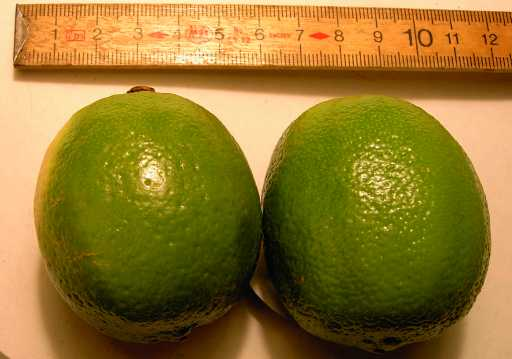
Limeta

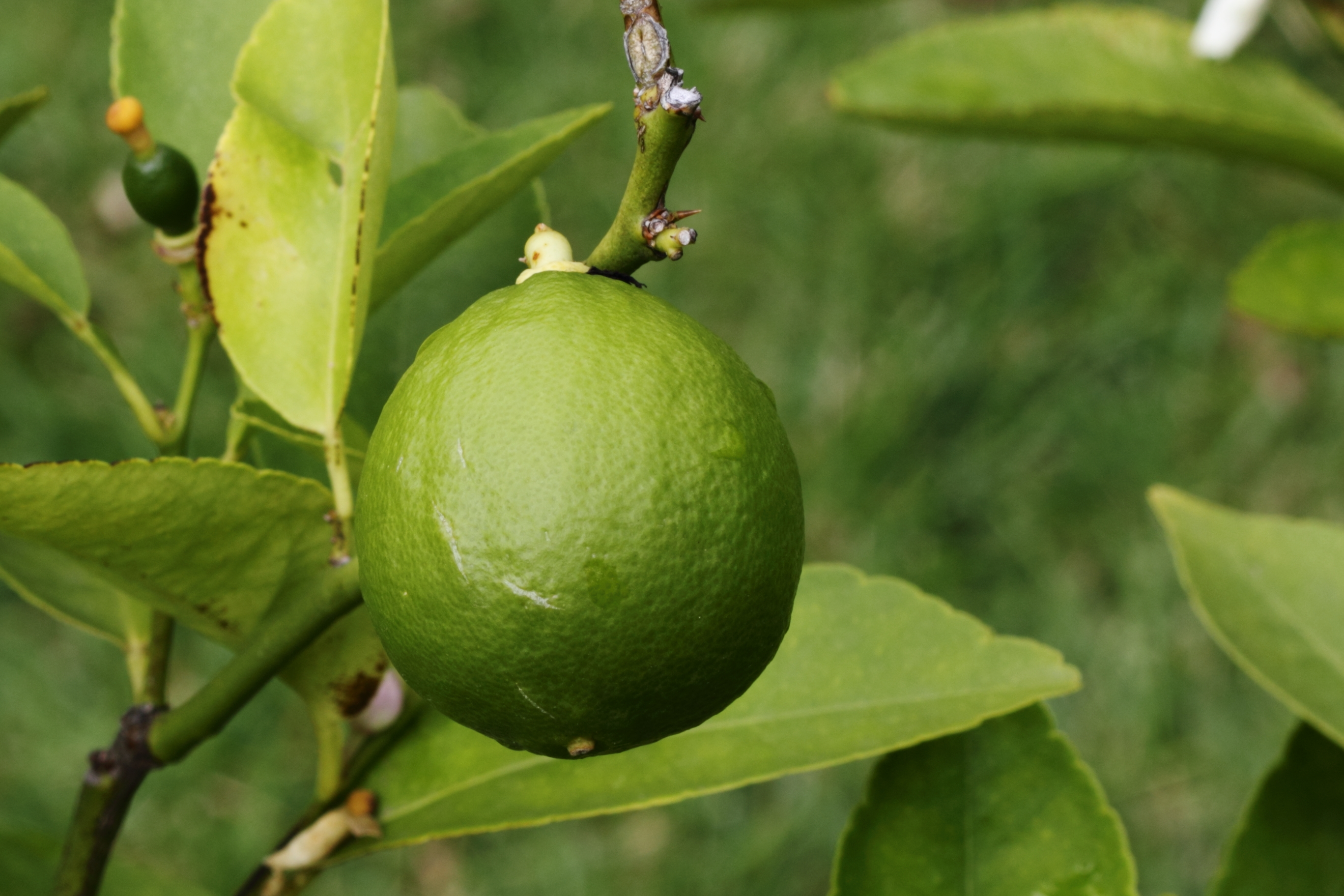
Perská limetka

Limeta (též limetka) je souhrnný název pro citrusové plody řazené do kategorie kyseloplodých citrusů, podobně jako citron. Od citronu se odlišují zelenou barvou, velikostí (je menší) a mírou kyselosti (nižší). Sklízí se nezralé, barva je většinou zelená, je ale možné se setkat i se žluto-zelenou barvou. Vnitřek limetky se od citronu liší opět pouze barvou. 

## Druhy limet
Taxonomická složitost rodu Citrus a obrovské množství jeho pěstovaných hybridních forem se projevují i u limet. Tímto názvem bývají označovány plody následujících rostlin (výběr pouze několika nejvýznamnějších):
- Citrus ×limetta (v aktuální systematice ztotožňovaná s citroníkem Citrus ×limon), sladká limeta, pěstovaná v řadě hybridních kultivarů
- Citrus ×aurantiifolia (kříženec cedrátu a druhu Citrus micrantha), tzv. mexická limetka
- Citrus ×latifolia – tzv. perská limetka
- Citrus ×microcarpa – tzv. filipínská limetka, kříženec mandarinky a kumkvatu
- Citrus hystrix – botanický druh pocházející z Číny a jihovýchodní Asie
- australské limetky – vícero druhů pocházejících z Austrálie

## Využití
Limeta je hojně používaná do koktejlů (jako např. Cuba Libre nebo mojito) a na salátové zálivky. Jejich šťávou se dá marinovat maso, v tomto případě už není zapotřebí maso solit. V arabských zemích se nakládají limetky stejně jako ve střední Evropě okurky. Její kůra se používá stejně jako citronová (nastrouhaná) na sorbety a moučníky. Její chuť je mírně kyselá a stejně jako citrony obsahují vitamíny B, C a minerální látky.
Výtažky a kousky limetky jsou používány v kosmetice pro údajné příznivé působení na pleť. 